# نيلس بيرتيلسن
نيلس بيرتيلسن (بالنرويجية البوكمول: Nils Bertelsen)‏ هو متسابق يخت نرويجي، ولد في 29 سبتمبر 1879 في آرندال في النرويج، وتوفي في 1958.

## وصلات خارجية
- نيلس بيرتيلسن على موقع اللجنة الأولمبية الدولية (الإنجليزية)
- نيلس بيرتيلسن على موقع أوليمبيديا (الإنجليزية)